# 容光院
容光院（ようこういん、? – 天正19年4月19日（1591年6月10日））は、安土桃山時代の女性。名前は不詳。父は備前国の戦国大名宇喜多直家。母は円融院。弟に宇喜多秀家。他、姉妹多数。

## 生涯
宇喜多直家の晩年の子供で、天正元年頃の生年とされる。母の血を受け継いだ美女であったとされ、豊臣秀吉の養女となり、備中兵乱で死闘を繰り広げた毛利氏の一族、吉川広家に天正16年（1588年）10月に嫁いだ。
広家はことのほかこの妻を大切にし、安芸国大朝の吉川元春館で新婚生活が始まったが、わずか2年半後の天正19年（1591年）4月19日に病死した。
広家は兄の吉川元長の菩提寺である万徳院に墓所を築いて弔った。傷心の広家は、出雲国の支配のため、翌年居城を月山富田城に移した。その後も広家は時の権力者に薦められても正妻を置くことなく、側室を置くのみにとどめ、容光院の菩提を弔った。
後に万徳院は慶長5年（1600年）の防長移封で岩国に移転したが、吉川広家は容光院の墓所を移転させず、他の吉川一族ともどもこの大朝の地に墓を残した。
墓所は広島県北広島町舞綱の万徳院跡。墓石には侍従公夫人容光院殿と刻まれている。